# Super Lotek
Super Lotek – gra liczbowa organizowana przez Totalizator Sportowy w latach 1986–1991.
Pierwsze losowanie tej gry odbyło się 29 stycznia 1986, a ostatnie 25 września 1991. Losowanie odbywało się w każdą środę i losowano 7 kul spośród 49. Najniższym stopniem wygranej w tej grze była "czwórka", a najwyższym "siódemka". Oprócz stopni wygranych w tej grze, dodatkowo losowano nagrody rzeczowe spośród wszystkich złożonych kuponów. W miejsce tej gry wprowadzono środowe losowanie Dużego Lotka, któremu zaczęło towarzyszyć słynne wówczas hasło "Miliard w środę – miliard w sobotę".